# Polycaena yunnana
Polycaena yunnana is een vlindersoort uit de familie van de prachtvlinders (Riodinidae), onderfamilie Nemeobiinae.
Polycaena yunnana werd in 1997 beschreven door Sugiyama.